# Socijaldemokratska stranka Hrvatske i Slavonije
Socijaldemokratska stranka Hrvatske i Slavonije bila je socijaldemokratska politička stranka koja je osnovana u Hrvatskoj 1894. godine. S obzirom na relativnu nerazvijenost i nedostatak industrije, a s njome i malobrojnost radničke klase, imala je prilično ograničen broj članova, iako su 1897. godine pod njenom organizacijom izbili štrajkovi u Slavoniji. Relativno velik broj članova u to doba su činili strani radnici, odnosno pripadnici njemačke narodnosti. Zbog toga, kao i zbog službenog austromarksističkog stava, bila je relativno marginalizirana.
Međutim početkom 20. stoljeća počela se je postupno rasti i širiti u druge dijelove Hrvatske, pogotovo Sisak, gdje je 1910. njezinim članom postao i Josip Broz Tito.
U razdoblju od 1902. do početka prvog svjetskog rata je imala i svoje glasilo, dnevni list Slobodnu riječ. Stranka je bila zabranjenom odmah po izbijanju Prvoga svjetskoga rata.
Prije kraja Prvoga svjetskog rata austromarksizam je napušten, ali se stranka nakon raspada Austro-Ugarske i stvaranja Kraljevine SHS ubrzo raspala, pri čemu je dio članova 1919. prešao u Socijalističku radničku partiju Jugoslavije (komunista). Poziv na ujedinjenje nisu prihvatili ni vodstva Jugoslavenske socijaldemokratske stranke, niti Srpsko-bunjevački agitacioni odbor iz Vojvodine, a ni socijalisti iz Slovenije.

## Nasljednici
Socijaldemokratska stranka Hrvatske, osnovana 1989. godine, smatrala se njezinom nasljednicom, a za njezino ujedinjenje sa Socijaldemokratskom partijom 1994. odabrana je upravo stogodišnjica osnivanja stare stranke.